# Aninoasa, Hunedoara
Aninoasa là một thị xã thuộc hạt Hunedoara, România. Dân số thời điểm năm 2002 là 5119 người.